# Egon Lykke Nielsen
Egon Lykke Nielsen (8. juni 1916 – 21. november 1944) var en dansk modstandsmand, som var medlem af modstandsgruppen BOPA.

## Liv
Egon Nielsen var søn af Knud Ernst H.L. Nielsen(1887-1954) og Ingeborg Larsen(1889-1979). Under den tyske besættelsen af Danmark blev han medlem af den københavnske modstandsorganisation BOPA, senere blev han arresteret og sendt til Tyskland. Han døde i den tyske koncentrationslejr Neuengamme, der lå øst for Hamburg. Han var blevet alvorlig syg under opholdet i lejren, formentlig af tortur og underernæring. Hans lig blev begravet i lejren.